# 新日本大阪ジム
新日本大阪ボクシングジム（しんにほんおおさかボクシングジム）は、大阪府河内長野市に在る日本プロボクシング協会（JBC）加盟ジム。
前身は大阪府大阪市西成区に在る日本プロボクシング協会加盟ジムであり、当時の会長は鈴木太一。
2020年（令和2年）に大阪府河内長野市へ移転。会長は鈴木太一の直系の息子である鈴木勇治。

## 歴史的な概要
レフェリーとしても有名であった関西ボクシング界の重鎮・鈴木太一が、大阪新和ジム継承し新進ボクシングジムを開設。後に、新日本プロモーション（新日本木村ボクシングジム）からののれん分けの形で新日本大阪ボクシングジムとなる。
最近では、2006年・2007・2010年度に西日本新人王を出している。
鈴木太一は、現役時代にオール拳ボクシングジム（現・オールボクシングジム）所属プロボクサーとして在籍していた。アマチュアの高校時代および大学時代の赤井英和が在籍していたジムであり、当時から日本ランカーと激しいスパーリングをするなど練習を行っていた。亀田三兄弟の父でもある亀田史郎は当ジムでプロを目指し練習をしている時期があり、次男大毅も、1998年頃から、1年ほど練習生として在籍した後、練習生としてグリーンツダジムに移籍した。以前は、同じ天下茶屋にグリーンツダがあったが、現在は東成区深江南に移転した。ちなみに、グリーンツダボクシングクラブ初代会長津田博明は、ジム開設前に当ジムでトレーナーをしていた。
新日本大阪ボクシングジムは、2020年（令和2年）にジムを大阪府河内長野市に移転。会長に鈴木太一の子息である鈴木勇治が就任した。

## 在籍選手
A級
- 名越光紀2007年度バンタム級西日本新人王

C級
- 藤木孝史
- 東田恵介

## 歴代王者
- スズキ・カバト（本名ノリト・カバト）日本フライ級王者

## 過去の有名選手
- パンサー福地（1970年2月大阪府立体育館での全日本新人王決定戦・バンタム級で浅尾和信に3RKO勝利してリングネームを変更）
- 原田達（ヨネクラへ移籍・吹打竜にリングネームを変更後、東洋太平洋スーパーフェザー級王者）
- 森下勝巳（2006年度ライト級西日本新人王。2009年協栄へ移籍）
- 羽草勉（北九州ジムへ移籍後、東洋太平洋スーパーウェルター級王者）
- 高階晃（1991年度ウェルター級西日本新人王西軍代表）

## 所在地
- 大阪府河内長野市原町6丁目9-16,レジャーセンターTEN5階（2020年～）

## アクセス
【現在】
　河内長野駅（南海高野線・近鉄長野線）より徒歩約5分
【旧ジム】
- 今船停留場（阪堺電気軌道阪堺線）より徒歩4分
- 花園町駅（Osaka Metro四つ橋線）より徒歩5分
- 萩ノ茶屋駅（南海高野線）より徒歩6分
- 天下茶屋駅（南海電気鉄道・Osaka Metro堺筋線）より徒歩7分
- 大阪シティバス天下茶屋北二丁目停留所より徒歩3分